# Richard Jaeckel
Richard Jaeckel, född 10 oktober 1926 i Long Beach, Long Island, New York, död 14 juni 1997 i Woodland Hills, Los Angeles, Kalifornien, var en amerikansk skådespelare.

## Filmografi i urval
- 1949 – På främmande mark
- 1950 – Hämndens timme
- 1952 – Kom tillbaka, lilla Sheba
- 1955 – Våldets män
- 1956 – Attack
- 1957 – 3:10 till Yuma
- 1960 – Halvblodet
- 1967 – 12 fördömda män
- 1973 – Pat Garrett och Billy the Kid
- 1973 – Hämnarna
- 1981 – Lilla huset på prärien (TV-serie) − Irv Hartwig, avsnitten "Sylvia" 1 & 2
- 1982 – Nu flyger vi ännu högre
- 1989–1994 – Baywatch (TV-serie)